# Galiniera saxifraga
Galiniera saxifraga là một loài thực vật có hoa trong họ Thiến thảo. Loài này được (Hochst.) Bridson mô tả khoa học đầu tiên năm 1988.